# Pontebba
Pontebba este o comună din provincia Udine, regiunea Friuli-Veneția Giulia, Italia, cu o populație de 1.284 locuitori (1 ianuarie 2023) și o suprafață de 99,66 km². 
Reședința Pontebba este traversată de râul Pontebbana care până în 1919 a marcat granița dintre Italia și Austria împărțind localitatea în două: Pontebba care era în Italia și Pontafel care, împreună cu Laglesie San Leoplodo (Leopoldskirchen) se aflau în Austria.

## Demografie
Pontebba - evoluția demografică

|  | Graficele sunt indisponibile din cauza unor probleme tehnice. Mai multe informații se găsesc la Phabricator și la wiki-ul MediaWiki. |

Date: Recensăminte sau birourile de statistică - grafică realizată de Wikipedia